# Koban (moeda)

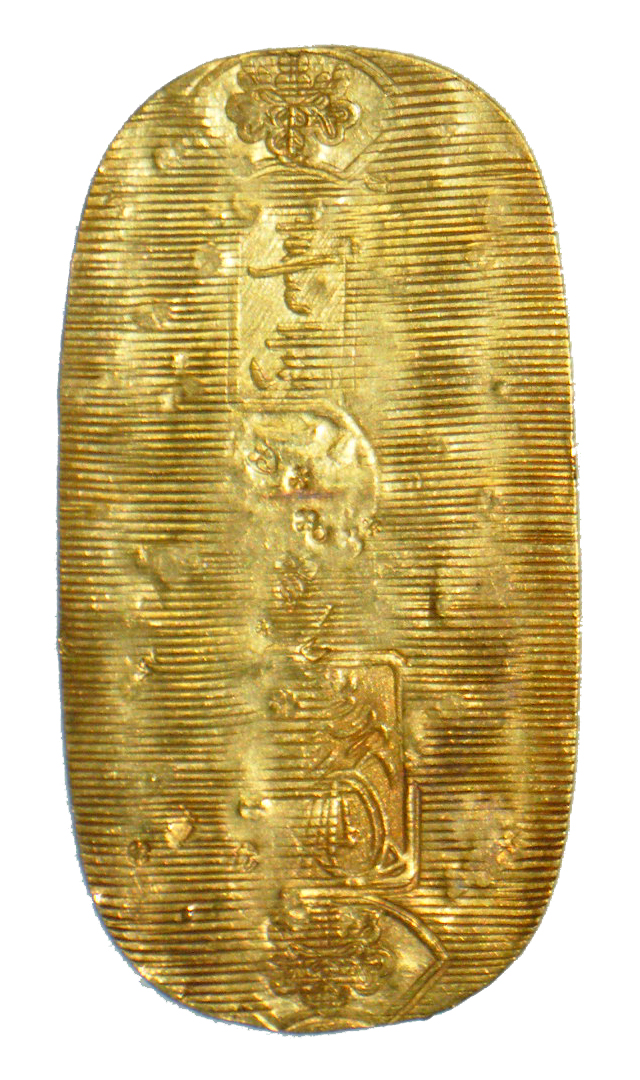
Koban.

Uma koban (小判, pequeno selo) era uma moeda japonesa ovalada de ouro, de tamanho menor que o ōban, que esteve em circulação durante o Período Edo. Foi cunhada pela primeira vez por volta do ano 1601 com o valor de 1 ryō (outra antiga unidade monetária japonesa). Fazia parte do sistema monetário Tokugawa.
Na era Keichō, um koban equivalia a 1 ryō de ouro, de modo que apresentava em sua cara o valor de “1  ryō”. No entanto, com o passo do tempo as casas da moeda diminuíram a percentagem de ouro contido no koban. Como consequência, o valor virtual do koban e seu peso em ouro deixaram de coincidir.

## Comércio exterior
A economia japonesa anterior a 1850 era baseada principalmente no arroz. A unidade de medida regular era o koku, a quantidade de arroz necessária para alimentar a uma pessoa num ano. Os fazendeiros pagavam seus impostos com arroz, que passava a fazer parte das arcas do governo central, e de maneira similar, os vassalos eram pagos anualmente com um determinado koku de arroz. No entanto, os portugueses que chegaram a Japão na década de 1550 preferiam o ouro ao arroz e o koban, que equivalia a 3 koku de arroz, se converteu na moeda oficial para o comércio exterior.
Alguns senhores feudais começaram a cunhar suas próprias koban mas variando com ligas a quantidade de ouro estabelecida. As autoridades de Edo estabeleceram várias reformas monetárias desvalorizando cada vez mais o valor da moeda. Além disso, os koban falsificados circulavam após a cada reforma, com um valor ligeiramente menor que o do koban autêntico do momento. Quando em 1853 o comodoro Matthew C. Perry visitou o Japão, os comerciantes preferiam os koban falsificados de épocas anteriores às novas variantes da moeda. As falsificações antigas eram consideradas mais valiosas que os koban que se tinham cunhado mais recentemente.
Com a Restauração Meiji, em 1868  novas moedas foram cunhadas, estabelecendo um novo sistema monetário inspirado no europeu e o koban deixou de ser utilizado.

## Na cultura popular
O provérbio japonês neko ni koban (猫に小判, literalmente, "dar um koban ao gato"?) é o equivalente da expressão dar pérolas aos porcos, que significa que é inútil dar algo valioso a quem não o aprecia.
Meowth, personagem da franquia Pokémon, tem um koban em sua fronte. Seu principal ataque, “Pay Day” (“Dia de Pagamento”), conhece-se como “Neko ni Koban” no japonês original.
Maneki Neko costuma ser representado sustentando um koban. Ainda que o koban tenha o valor de 1 ryō, o que Maneki Neko possui é de um valor de 10 milhões de ryō.  Por este motivo, este amuleto está associado com a boa fortuna e a saúde.

## Referencias
1. ↑  Stevenson, Jed (3 de setembro de 1989). «PASTIMES: Numismatics». The New York Times. ISSN 0362-4331